# Pseudonychocamptus spinifer
Pseudonychocamptus spinifer är en kräftdjursart som beskrevs av Lang 1965. Pseudonychocamptus spinifer ingår i släktet Pseudonychocamptus och familjen Laophontidae. Inga underarter finns listade i Catalogue of Life.